# دوري كرة القدم الإنجليزي 1986–87
دوري كرة القدم الإنجليزي 1986–87 (بالألمانية: Football League First Division 1986/87) هو موسم من دوري كرة القدم الإنجليزي. أقيم خلال الفترة 23 أغسطس 1986 وحتى 11 مايو 1987، وفاز فيه نادي إيفرتون.